# Asesinato de Victoria Cafasso
Victoria Anna Elizabeth Cafasso (Surrey, Inglaterra; 8 de junio de 1975 - Beaumaris, Tasmania; 11 de octubre de 1995) fue una joven británica de origen italiano de veinte años, que como turista con doble nacionalidad británica e italiana, estaba de vacaciones en Tasmania (Australia). Su cuerpo fue encontrado apuñalado en una playa de Beaumaris a plena luz del día el 11 de octubre de 1995. Nadie ha sido identificado aun como su asesino. Se ofreció una recompensa de 100 000 dólares australianos por información que ayudara a resolver el crimen, que aumentó a 500 000 dólares australianos en 2023.

## Antecedentes
Cafasso nació en Inglaterra y sus abuelos maternos siguieron viviendo allí. Su abuelo se había dedicado a la política en Roma en la década de 1970, su padre era abogado y su madre era propietaria de una agencia de viajes. Vivía con sus padres y su hermana pequeña en Ospedaletti (Italia) y tenía la doble nacionalidad inglesa e italiana. Hablaba con fluidez italiano, inglés y francés.
Decidió aplazar sus estudios universitarios de Derecho y viajar a Inglaterra para ver a su abuela y luego a Tasmania para visitar a su primo, con el que sólo se había visto dos veces. Allí la esperaban su primo y un amigo de éste que venía de Sídney. De camino a su casa en Beaumaris, se detuvieron en Shelley's Lookout, con vistas a la playa de Beaumaris, donde conoció a otros tres residentes locales. En los días siguientes, dio dos paseos cortos y asistió a una pequeña reunión social con su primo; por lo demás, permaneció en su casa.

## Asesinato
En la mañana del 11 de octubre, Cafasso salió a dar otro paseo hacia las 9 de la mañana, en dirección a la playa. Se cree que la vieron tomando el sol en la playa hacia las 10 de la mañana.
La policía calcula que más de 50 personas habrían visitado la playa entre las 8:30 y el momento en que se descubrió su cuerpo, parcialmente sumergido en el agua, sobre las 13:30 horas. Estaba parcialmente desvestida (probablemente debido a la pelea) y probablemente murió entre las 11:30 y las 12:35. A 50 metros de la playa se encontraron señales de una violenta pelea y algunas de sus pertenencias. Otros objetos, como la braguita del bikini, la toalla, la camiseta o el arma del crimen, nunca se localizaron.
El forense estatal informó en 2005 de que Cafasso había sido atacada violentamente en la playa, defendiéndose inicialmente de un objeto contundente que le rompió tres dientes, pero no del siguiente ataque con cuchillo, en el que sufrió 17 puñaladas. También se criticó la respuesta de la policía, ya que no se acordonó rápidamente el lugar de los hechos, no se tomaron pruebas fotográficas ni de vídeo, se trasladó el cadáver y se cubrió con una lona que no estaba en el lugar de los hechos, y los investigadores forenses no acudieron.

## Medios de comunicación
Melanie Calvert, autora de Tasmania, escribió en 2014 un libro sobre el crimen titulado Tasmania's Beaumaris Beach Mystery: What Happened to Nancy and Victoria?, en el que esbozaba tres sospechosos: «el pescador, el motorista y el médico». Calvert también detalló las similitudes con otro caso ocurrido en 1993 en Beaumaris, la desaparición de la turista alemana Nancy Grunwaldt, de 26 años.
En agosto de 2023, mientras se digitalizaban las pruebas del caso, la policía que revisaba el caso identificó un vínculo más fuerte entre un hombre visto corriendo por la playa y una furgoneta Subaru aparcada cerca de la playa. Publicaron nuevas imágenes y un vídeo reconstruido en un intento de refrescar aún más la memoria de alguien. La recompensa por información que condujera a una condena se anunció en 500 000 dólares australianos para 2023.